# Park Narodowy „Marij Czodra”
Park Narodowy „Marij Czodra” (ros. Национальный парк «Марий Чодра») – rosyjski park narodowy położony w dużej części na obszarze rejonów: morkińskiego, zwienigowskiego i wołżańskiego w republice Mari El. Powierzchnia parku wynosi około 366 km². Został ustanowiony 13 września 1985 roku.

## Fauna i flora
Park narodowy Marij Czodra utworzono w celu ochrony rzadkich gatunków roślin. Spośród udokumentowanych na tym obszarze ponad 115 gatunków 56 znajduje się w tzw. czerwonych księgach Federacji Rosyjskiej i Republiki Mari El, jako gatunki zagrożone wyginięciem. Park masowo zamieszkują zwierzęta, z których część jest również objęta ochroną. Wśród różnym stopniu zagrożonych wyginięciem znajduje się około: 17 gatunków ssaków, 44 gatunki ptaków, 1 gatunek płazów, 7 gatunków ryb, 9 gatunków owadów.
W parku wytyczono 14 tras turystycznych, które przebiegają w pobliżu pomników przyrody i innych atrakcji turystycznych. Należą do nich m.in.: jeziora Jalczik i Kiczijer, flisactwo uprawiane na rzekach Ilet' i Juszut oraz „Dąb Pugaczowa”.

### Dąb Pugaczowa
Jedną z większych atrakcji parku jest najbardziej okazały pomnik przyrody – „Dąb Pugaczowa”. Został on nazwany na cześć kozackiego powstańca Jemieliana Pugaczowa, który według legendy odpoczywał pod tym drzewem. Dąb ma 26 metrów wysokości, a średnica jego pnia na poziomie gruntu wynosi 159 cm, Wiek dębu jest szacowany – przez różnych specjalistów – na 350–400 lat.